# Il pirata
Il pirata è un'opera di Vincenzo Bellini su libretto di Felice Romani, rappresentata in prima assoluta al Teatro alla Scala di Milano il 27 ottobre 1827.

## Genesi e debutto
Dopo il successo di Bianca e Fernando, Bellini si trasferì da Napoli a Milano (dove giunse il 12 aprile 1827) con l'idea di affrontare il pubblico del Teatro alla Scala. L'impresario Domenico Barbaja appoggiò la scrittura del giovane compositore, affiancandogli il poeta Felice Romani, all'epoca librettista ufficiale del massimo teatro milanese. Si trattava però di convincere i soci dell'impresa, riluttanti all'idea di scritturare un maestro poco più che esordiente. A questo scopo, lo stesso Romani, trovatosi in perfetta sintonia col Bellini, si rese disponibile a rinunciare al proprio compenso, cosa che alla fine non fu necessaria.
A causa di una lacuna nell'epistolario belliniano, non si sa quasi nulla della genesi del Pirata. Il libretto fu tratto dal mélodrame di Isidore J. S. Taylor Bertram, ou le Pirate, andato in scena a Parigi nel novembre 1826, a sua volta ispirato alla tragedia in 5 atti Bertram, or The Castle of Saint-Aldobrand di Charles Maturin (1816).
L'opera debuttò nel corso della stagione autunnale, il 27 ottobre del 1827. Benché fosse la prima volta che il compositore catanese, all'epoca quasi ventiseienne, affrontava il pubblico scaligero, l'opera ottenne un successo clamoroso. Ad esso contribuì la qualità eccellente del cast, in cui spiccava il celebre tenore Giovanni Battista Rubini, specializzato nel registro acuto e sopracuto, che affrontava avvalendosi del falsettone, mentre il ruolo di Imogene venne interpretato dal soprano drammatico d'agilità Henriette Méric-Lalande. La trama, insolitamente romantica per il melodramma italiano dell'epoca, tra uragani e fatali premonizioni, nonché la struggente intensità delle melodie belliniane, qui più accese e patetiche che nelle opere successive, dovettero conquistare il pubblico milanese, sempre ansioso di novità. Al punto che a Bellini si attribuì la volontà di fondare una nuova scuola, scostandosi dal modello dominante di Gioachino Rossini.

## Fortuna
Il pirata ebbe inizialmente grande fama, ma col tempo cadde quasi nell'oblio, non reggendo il paragone con le tre opere più famose di Bellini - Norma, I puritani o La sonnambula - e scontando una vocalità lontana dagli standard imposti a partire dal teatro verdiano.
Nel corso del secondo Novecento tuttavia l'opera fu ripresa in più occasioni e con crescente frequenza: negli ultimi anni '50 Maria Callas interpretò il ruolo di Imogene a Milano e New York; Imogene fu il debutto italiano di Montserrat Caballé nel 1967 (con Flaviano Labò e Piero Cappuccilli). Solo in anni recenti, tuttavia, l'opera è stata riproposta in forma più o meno integrale e senza adattare la vocalità a convenzioni più tarde, specie nella parte del tenore, come nell'interpretazione di Rockwell Blake (1984). Il confronto tra le vecchie incisioni, come quella con Maria Callas, e lo spartito belliniano mostra infatti differenze radicali.

## Trama

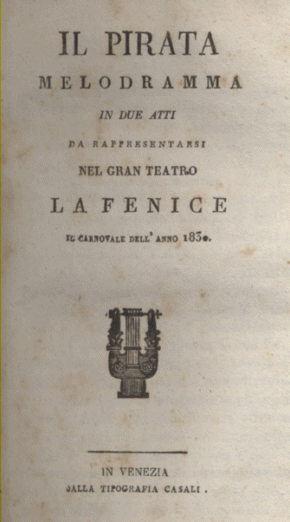
Libretto Il pirata - La fenice 1830 - Collezione del maestro Francesco Paolo Frontini

L'azione si svolge in Sicilia, nel Castello dei Caldora e nelle sue vicinanze, nel XIII secolo.
Durante l'antefatto, l'amore tra Imogene e Gualtiero è ostacolato dal duca Ernesto di Caldora, partigiano di Carlo I d'Angiò, che fa imprigionare il padre di Imogene per costringerla a sposarlo. In esilio forzato, ignaro delle nozze tra Imogene ed Ernesto e della nascita del loro primogenito, Gualtiero organizza una squadra di pirati aragonesi e inizia una serie di scorribande sulla costa siciliana, col proposito di tornare nella sua terra e sposare Imogene. La flotta dei d'Angiò, capitanata da Ernesto, sconfigge i pirati in battaglia: si salva solo un vascello, quello su cui si trova Gualtiero, che una tempesta getta sulla costa siciliana, non lontano da Caldora.

### Atto I
Un saggio e pietoso eremita, il Solitario, esorta i pescatori a portare soccorso ai naufraghi. Approdato sulla terra ferma, Gualtiero riconosce nel Solitario il suo vecchio precettore, Goffredo, che lo conduce nella sua abitazione. Anche Imogene si reca a portare soccorso ai naufraghi e chiede notizia dei pirati e del loro capo. Uno dei pirati, Itulbo, per non svelare il piano di Gualtiero, le dà la falsa notizia della sua morte. La notizia sconvolge Imogene, che proprio quella notte aveva sognato di ritrovare sulla spiaggia il corpo insanguinato di Gualtiero, ucciso dal marito.
Mentre sotto mentite spoglie i pirati, ospiti di Imogene al castello, passano la notte a bere e cantare, Gualtiero è invitato alla presenza della duchessa. Nascosto in un grande mantello, il suo aspetto è quasi irriconoscibile. Eppure Imogene è turbata e quando finalmente Gualtiero si rivela, si getta tra le sue braccia. La notizia delle nozze con Ernesto sconvolge Gualtiero, che minaccia di colpire a morte il figlio nato da quel legame.
Nel frattempo Ernesto si reca a conoscere i naufraghi e, insospettito, rinuncia a rinchiuderli in prigione solo per l'intercessione di Imogene. Partiranno l'indomani all'alba. Ma Gualtiero medita vendetta e, furtivamente, chiede ed ottiene da Imogene un ultimo colloquio prima della partenza.

### Atto II
Imogene sta per recarsi all'incontro segreto con Gualtiero, quando s'imbatte in Ernesto che, accortosi del suo turbamento, le chiede spiegazioni. La donna motiva il proprio stato d'animo con la sorte del padre, ma Ernesto non le crede e intuisce che si tratta invece del suo mai sopito amore per Gualtiero.
È quasi l'alba. Gualtiero e Imogene si incontrano su una loggia del castello. Fedele al proprio ruolo di sposa e di madre, Imogene rifiuta di fuggire con l'innamorato, ma proprio nel dirsi addio gli amanti sono sorpresi da Ernesto. I rivali si allontanano per affrontarsi in un duello all'ultimo sangue.
Giunge la notizia della morte del Duca. Gualtiero, in un gesto di lealtà suprema, si consegna ai cavalieri di Caldora, il cui Gran Consiglio lo condanna a morte. Impazzita per il dolore, Imogene vaga col figlio per le sale del castello: il suo sogno premonitore si è compiuto, ma a parti invertite. Quando le giunge all'orecchio la notizia della condanna a morte di Gualtiero, impazzisce definitivamente ("Oh sole, ti vela di tenebre oscure!").

#### Modifiche al finale
Alla prima dell'opera, essa finiva in modo diverso. Sulla rupe sulla quale Gualtiero stava per essere giustiziato, giungono Itulbo e i pirati per liberarlo, e Imogene per vedere cosa sta succedendo. Gualtiero, allora, ordina a tutti di fermarsi (Un'aborrita luce io fuggo!) e si getta dalla rupe, con lo sconcerto di tutti. Bellini, dopo la prima, revisionò l'opera, togliendo la scena, di cui rimangono ancora però lo spartito e le parole. Addirittura si arrivava a volte ad invertire le scene tra soprano e tenore: la scena della pazzia, in alcune rappresentazioni, precedeva la cavatina di Gualtiero Tu vedrai la sventurata.

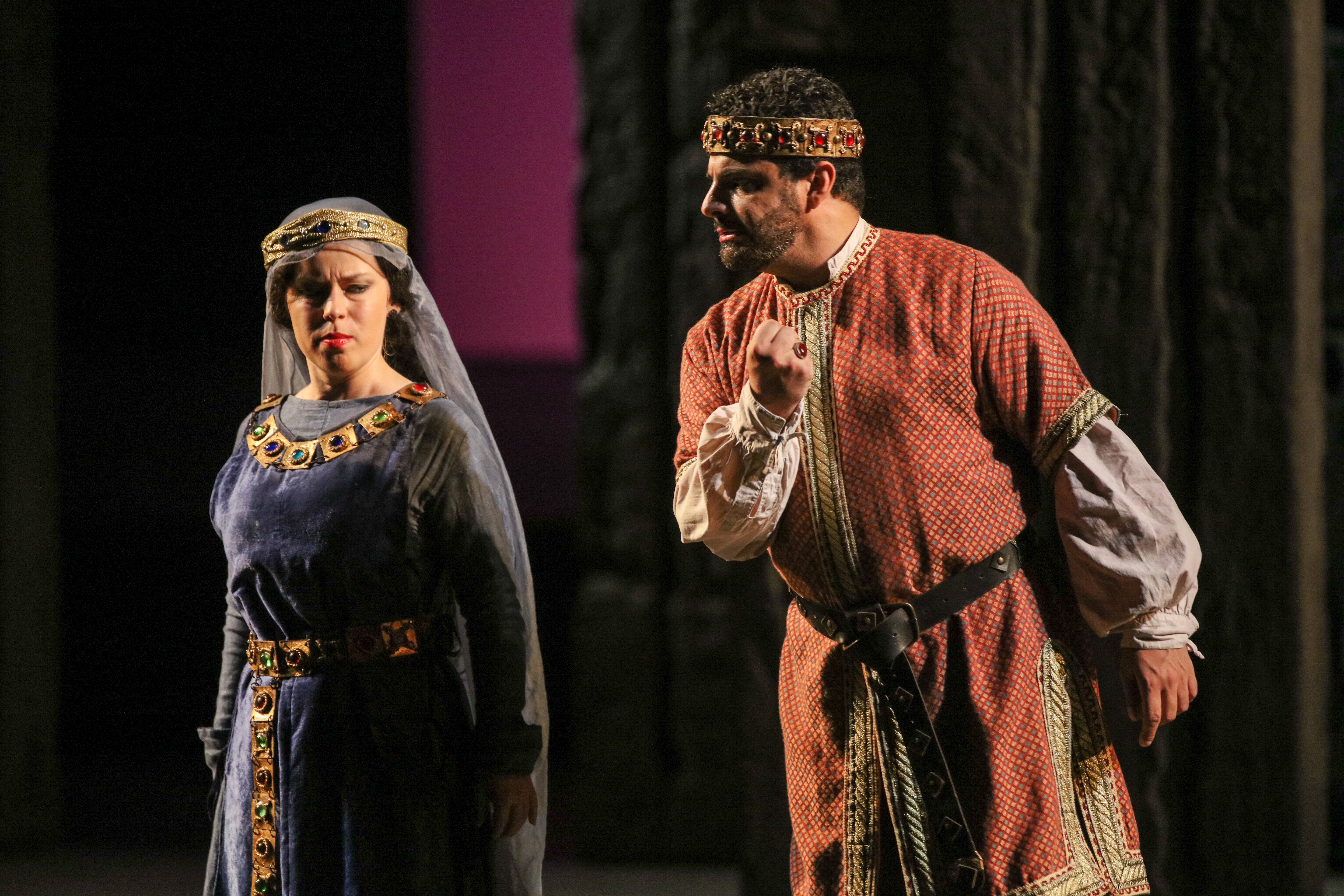
Trasposizione dell'opera nella stagione 2018-2019 al Teatro Massimo Vincenzo Bellini

## Numeri musicali
- 0 Sinfonia - Allegro con fuoco, Andante maestoso, Allegro agitato (Re maggiore / Re minore / Re maggiore)

### Atto I
- 1 Introduzione Ciel! qual procella orribile - Allegro agitato assai (Coro, Solitario - Sol minore / Sol maggiore)
- 2 Scena e cavatina Nel furor delle tempeste (Gualtiero)
  - Recitativo Io vivo ancora!
  - Tempo d'attacco - Allegro moderato Nel furor delle tempeste (Sol minore / Si bemolle maggiore)
  - Tempo di mezzo - Allegro Del disastro di questi infelici (Coro - Sol maggiore)
  - Cabaletta - Allegro moderato Per te di vane lagrime (Si bemolle maggiore)
- 3 Scena e cavatina Lo sognai ferito, esangue (Imogene)
  - Preludio - Maestoso (Mi bemolle maggiore)
  - Recitativo Sorgete; è in me dover - Allegro (Mi bemolle maggiore)
  - Cantabile - Andante mosso assai Lo sognai ferito, esangue (Sol minore / Mi bemolle maggiore / Si maggiore / Mi bemolle maggiore)
  - Tempo di mezzo - Allegro mosso Cielo! è dessa! (Sol minore)
  - Cabaletta Sventurata, anch'io deliro - Allegro moderato (Sol maggiore)
- 4 Coro di pirati Viva! viva!.. - Allegro brillante (Si bemolle maggiore)
- 5 Scena Ebben?.. Verrà... (Imogene, Adele)
- 6 Scena e duetto Tu sciagurato! Ah! fuggi... (Imogene, Gualtiero)
  - Recitativo Perché cotanta io prendo d'uno stranier pietà? - Andante, Andante sostenuto (La minore)
  - Arioso Se un giorno fia che ti tragga - Andante mosso (La bemolle maggiore / Si bemolle maggiore)
  - Tempo d'attacco Tu sciagurato! Ah! fuggi... - Allegro (Do maggiore / Fa maggiore)
  - Cantabile Pietosa al padre! e meco - Andante sostenuto (Do minore / Do maggiore)
  - Tempo di mezzo Alcun s'appressa - Allegro
  - Cabaletta Bagnato dalle lagrime - Allegro (Do maggiore)
- 7 Scena Grazie, pietoso ciel - Allegro moderato (Imogene, Adele)
- 8 Marcia e coro Più temuto, più splendido nome - Moderato (Fa maggiore)
- 9 Cavatina Sì, vincemmo, e il pregio io sento (Ernesto)
  - Cantabile Sì, vincemmo, e il pregio io sento - Andante molto sostenuto (Fa maggiore)
  - Tempo di mezzo Più temuto, più splendido nome - Allegro (Coro - Re maggiore)
  - Cabaletta Sì, vincemmo, e il pregio io sento - Allegro marziale (Fa maggiore)
- 10 Finale I Parlarti ancor per poco (Gualtiero, Imogene, Ernesto, Itulbo, Solitario, Adele, Coro)
  - Recitativo M'abbraccia, o donna - Allegro
  - Tempo d'attacco All'accento, al manto, all'armi - Allegro (Do maggiore)
  - Cantabile Parlarti ancor per poco - Largo agitato (La minore / La maggiore)
  - Tempo di mezzo Ebben; cominci, o barbara, la mia vendetta - Allegro (Fa maggiore)
  - Stretta Ah! partiamo, i miei tormenti - Allegro molto agitato (Si bemolle minore / Si bemolle maggiore)

### Atto II
- 11 Introduzione Che rechi tu? - Allegro moderato (Coro, Adele - Do maggiore)
- 12 Scena Vieni; siam sole alfin (Imogene, Adele)
- 13 Scena e duetto Tu m'apristi in cor ferita (Imogene, Ernesto)
  - Recitativo Arresta. Ognor mi fuggi! - Allegro
  - Tempo d'attacco Tu m'apristi in cor ferita - Allegro moderato (La maggiore / Fa minore / Fa maggiore)
  - Cantabile Ah! lo sento: fra poco disciolta - Larghetto (Fa maggiore)
  - Tempo di mezzo (ripresa del tempo d'attacco) Che rechi? - Allegro moderato (Do maggiore)
  - Cabaletta Ah! fuggi, spietato, l'incontro fatale - Allegro assai (La maggiore)
- 14 Scena Lasciami, forza umana - Allegro molto (Gualtiero, Itulbo)
- 15 Scena, duetto e terzetto Vieni: cerchiam pe' mari (Imogene, Gualtiero, poi Ernesto)
  - Recitativo Eccomi a te, Gualtiero - Allegro agitato
  - Tempo d'attacco Vieni: cerchiam pe' mari - Allegro moderato (Do maggiore / La maggiore)
  - Tempo di mezzo Crudele! e vuoi? - Allegro moderato (entra Ernesto)
  - Cantabile Cedo al destino orribile - Andante sostenuto (Re maggiore / La maggiore)
  - Tempo di mezzo Parti alfine - Allegro
  - Stretta Va, t'allontana - Più mosso (Do maggiore)
- 16 Scena Sventurata! fa core (Imogene, Adele)
- 17 Coro Lasso! perir così - Allegro assai maestoso (Do maggiore)
- 18 Scena ed aria Tu vedrai la sventurata (Gualtiero)
  - Recitativo Giusto ciel! Gualtiero! - Allegro maestoso (Adele, Coro, Gualtiero)
  - Cantabile Tu vedrai la sventurata - Larghetto maestoso (Do maggiore)
  - Tempo di mezzo Già s'aduna il gran consesso - Allegro moderato (Coro, Gualtiero, Adele - La maggiore)
  - Cabaletta Ma non fia sempre odiata - Allegro cantabile (Do maggiore)
- 19 Scena Udiste! È forza, amiche (Adele, Coro)
- 20 Scena ed aria Col sorriso d'innocenza (Imogene)
  - Preludio - Andante maestoso, Cantabile (assolo di corno inglese (Fa maggiore / Fa minore)
  - Recitativo Oh! s'io potessi dissipar le nubi (Fa minore)
  - Cantabile Col sorriso d'innocenza (Fa maggiore)
  - Tempo di mezzo Qual suono ferale - Allegro, Maestoso, Allegro
  - Cabaletta Oh, sole! ti vela di tenebre oscure - Allegro giusto (Fa maggiore)
- 21 Finale La tua sentenza udisti (Coro, Gualtiero, Itublo, Imogene)

## Cast della prima assoluta
| Ruolo                | Registro vocale | Interprete               |
| -------------------- | --------------- | ------------------------ |
| Ernesto              | baritono        | Antonio Tamburini        |
| Imogene              | soprano         | Henriette Méric-Lalande  |
| Gualtiero            | tenore          | Giovanni Battista Rubini |
| Itulbo               | tenore          | Lorenzo Lombardi         |
| Goffredo (Solitario) | basso           | Pietro Angilioni         |
| Adele                | soprano         | Marietta Sacchi          |

## Discografia
| Anno | Cast (Gualtiero, Imogene, Ernesto)                   | Direttore                | Etichetta       |
| ---- | ---------------------------------------------------- | ------------------------ | --------------- |
| 1959 | Pier Miranda Ferraro, Maria Callas, Constantino Ego  | Nicola Rescigno          | EMI             |
| 1967 | Flaviano Labò, Montserrat Caballé, Piero Cappuccilli | Franco Capuana           | Opera d'oro     |
| 1970 | Bernabé Martí, Montserrat Caballé, Piero Cappuccilli | Gianandrea Gavazzeni     | EMI             |
| 1994 | Stuart Neill, Lucia Aliberti, Roberto Frontali       | Marcello Viotti          | Berlin Classics |
| 2012 | José Bros, Carmen Giannattasio, Ludovic Tézier       | David Parry              | Opera Rara      |
| 2020 | Javier Camarena, Marina Rebeka, Franco Vassallo      | Fabrizio Maria Carminati | Prima Classic   |